# Pomesanien

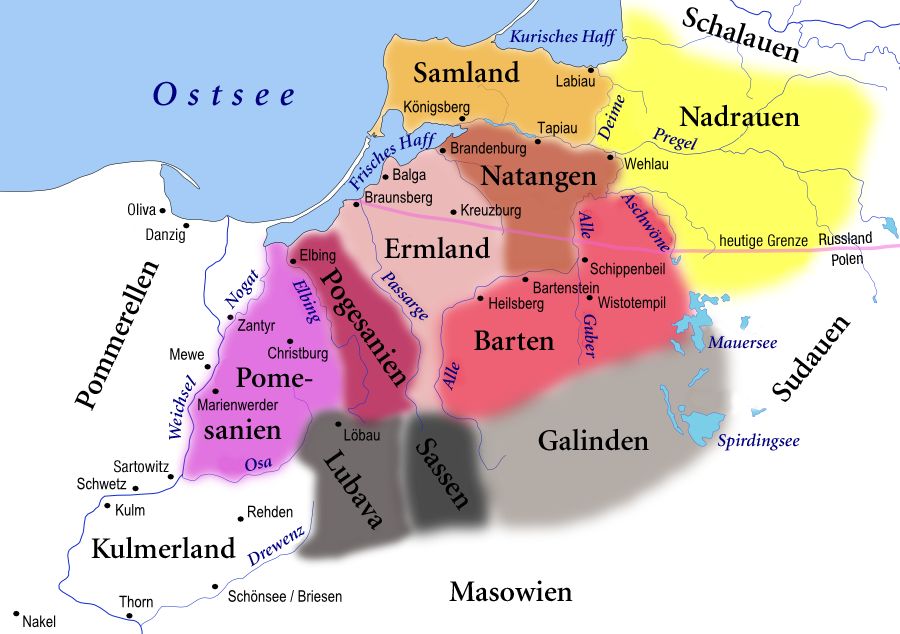
Karta över preussiska landskap på 1200-talet.

Pomesanien var ett landskap i den forna provinsen Västpreussen. År 1920 skildes det genom folkomröstning därifrån och förenades med Ostpreussen, öster om Weichsel och Nogat. Pomesanien är ett på sjöar och kullar rikt land.
Det blev 1243 biskopsstift, vars innehavare 1255 blev suffraganbiskop under ärkebiskopen i Riga och residerade i Riesenburg (kapitlet i Marienwerder). Efter reformationen 1525 hade biskopen av Kulm till 1763 titeln biskop av Pomesanien.

## Källa
Den här artikeln är helt eller delvis baserad på material från Nordisk familjebok, Pomesanien, 1904–1926.